# ふりこん!
ふりこん!は、関西テレビの制作により、2012年1月12日より同年3月27日まで毎週水曜深夜に放送されていた情報番組。なお、ふりこんとは「Freaky Contents」の略である。

## 概要
バラエティーからアイドル、スポーツ、ドキュメンタリーとジャンルにこだわらないビデオプログラムコンテンツを紹介する30分番組。紹介ビデオの前後半の数分を連続ドラマコントで紹介している。
- オープニングの番組コール及びナレーションは関西テレビアナウンサー中島めぐみが担当し、番組コールは毎週変わっている。
- 第3回放送よりオープニングに出演者（笑撃武踊団）の紹介VTRが放送されるようになった。
- 2012年1月25日よりエツコ本人のブログ「エツコの嘆き」が番組内HPにて配信開始。

### 登場人物
井上ツヨシ（藤澤アニキ）
長渕剛をモデルとしたパロディ。日本を憂い、興奮するとメイド服で「萌え〜」と叫ぶ。口癖は「俺のジャパンが」と「俺の魂が」である。
井上エツコ
志穂美悦子をモデルとしたパロディ。ツヨシの妻であり、番組内では主に突っ込み的役割だが、内容によっては役割が入れ替わることもある。

### コンテンツ内容
- 第一回2012年1月11日放送　「みうらじゅん&安齋肇の新・勝手に観光協会　滋賀県編」
- 第二回2012年1月18日放送　「スペースシャトル 最後のフライト - アトランティス号打ち上げの全記録〜宇宙開発の未来－」
- 第三回2012年1月25日放送　「猛虎の魂2011 阪神タイガース 復活へのシナリオ」
- 第四回2012年2月1日放送　「オリックス・バファローズ星野伸之ピッチングアカデミー」

## 出演者
- 藤澤アニキ（笑撃武踊団所属）
- 黒羽さえり（笑撃武踊団所属）
- 中島めぐみ（関西テレビアナウンサー）

## スタッフ
- 編集:伊部勇作
- MA：小野浩一
- 音声：窪田徹也（テレプロ）
- 効果：四方翔悟（テレコープ）
- ロゴデザイン：坂田咲子
- タイトル：兵頭和也
- 脚本：佐々木ミツル
- 衣装：OTOME
- イラスト：絵青
- 協力：笑撃武踊団
- ディレクター：分木賢一（BUDDY)
- プロデューサー：小形正嗣、石田秀樹
- 制作著作：関西テレビ